# موریس بنوا
موریس بنوا (انگلیسی: Maurice Benoît; ۲۶ ژوئیهٔ ۱۹۳۲ – ۱۰ دسامبر ۲۰۱۳) بازیکن هاکی روی یخ اهل کانادا بود.